# 존 프랜시스 플린
존 프랜시스 플린(영어: John Francis Flynn)은 아일랜드의 싱어송라이터이자 악기 연주자로 전통 및 현대 민속 음악 신을 넘나들며 활동하고 있다. 아일랜드 전통 음악 밴드 스키퍼스 앨리(Skippers' Alley)의 창립 멤버이며, 솔로 작품에는 전통적인 음악과 더불어 포스트펑크, 일렉트로니카, 즉흥 연주 및 현대 음악에서 받은 영향을 결합하고 있다.
2021년 솔로 음반 《I Would Not Live Always》를 발매해 호평을 받았으며, 가디언지에서 올해의 포크 음반으로 선정됐다. 이후 영국 포크 음반 차트에서 11주 동안 8위에 올랐다. 2021년 RTÉ 라디오 1 포크 어워드에서 최우수 포크 가수상 및 최우수 신인상을 수상했다. 이듬해에는 다큐멘터리 영화 《North Circular》에 출연했다.
두 번째 음반 《Look Over the Wall, See the Sky》는 2023년 발매되었으며, 전작과 마찬가지로 호평을 받았다. 콰이터스는 음반을 올해의 음반 5위로 선정했으며, 디 애틀랜틱은 10위로 선정했다. 또한 RTÉ 초이스 프라이즈 2023년 올해의 아일랜드 음반상 및 제 6회 RTÉ 라디오 1 포크 어워즈에서 최우수 포크 음반 후보에 올랐다.

## 디스코그래피
정규 음반
- I Would Not Live Always, 2021 (River Lea Recordings)
- Look Over the Wall, See the Sky, 2023 (River Lea Recordings)